# Ring Mountain
Ring Mountain, ou parfois Crucible Dome (« dôme du creuset »), est un tuya de Colombie-Britannique, au Canada. Faisant partie du champ volcanique du mont Cayley, il culmine à 2 192 mètres d'altitude.

Carte topographique de la région du mont Cayley avec Ring Mountain (coin supérieur gauche).